# Leioproctus rudis
Leioproctus rudis är en biart som först beskrevs av Cockerell 1906.  Leioproctus rudis ingår i släktet Leioproctus och familjen korttungebin. Inga underarter finns listade i Catalogue of Life.